# The Brooklyn Rail
The Brooklyn Rail é uma revista de artes, cultura e política, atualmente publicada dez vezes por ano, no Brooklyn, Nova Iorque. Foi fundada em 1998.